# ジェラルド・ダミアーノ
ジェラルド・ダミアーノ（Gerard Damiano、1928年8月4日 - 2008年10月25日）は、アメリカ合衆国のポルノ映画監督。

## 来歴
彼はニューヨーク市ブロンクス区でイタリア人カトリックの家庭に生まれた。彼が6歳の時に父親が亡くなったが、母親は再婚する事はなかった。17歳から4年間アメリカ海軍に所属する以前には、タイムズスクエアの靴磨き少年として、またオートマットで働いていた。彼は復員兵援護法によってX線技術を学んだ。そしてニューヨーク市クイーンズ区のジャマイカ病院でX線技術者として働き、その後ニューヨーク市にヘアサロンを開いた。
ダミアーノの会計士が彼を低予算ホラー映画のプロデューサーに紹介した事がきっかけで、映画製作に興味をそそられ現場を手伝い始めた。
彼は1972年にリンダ・ラヴレースとハリー・リームス主演の有名な映画『ディープ・スロート (Deep Throat) 』を監督した。この映画の成功が、現代のアダルト・エンターテインメント産業の隆盛を促進したと信じられている。これは彼が監督した映画の中でも最も興行成績の良かった作品だったので、2005年に『インサイド・ディープ・スロート (Inside Deep Throat) 』というドキュメンタリー映画が作られた。他の注目すべき映画としては、『ミス・ジョーンズの背徳 (The Devil in Miss Jones) 』(1973) と、SMの古典、『スーパーラブマシーン・ジョアンナ (The Story of Joanna) 』(1975) が上げられる。
ダミアーノは製作者としてAVN殿堂、XRCO殿堂、Legends of Erotica殿堂入りを果たしている。
彼は1975年にポルノスターのポーラ・モートン（本名、バーバラ・ウォルトン）と結婚し、2人の子供、クリスターとジェラルド・ジュニアが生まれた。これは彼の2度目の結婚で、初婚と3番目の結婚では子供は生まれなかった。
ダミアーノは2008年10月25日、フロリダ州フォートマイヤーズで死去した。80歳であった。息子のジェラルド・ダミアーノ・ジュニアによると、死因は前月発症していた脳梗塞の合併症である。

## フィルモグラフィ
1. 『We All Go Down 』(1969年)
2. 『Teenie Tulip 』(1970年)
3. 『Marriage Manual 』(1970年)
4. 『Changes 』(1971年、別名『Sex U.S.A. 』)
5. 『ディープ・スロート (Deep Throat) 』(1972年、ジェリー・ジェラルド名義)
6. 『ミス・ジョーンズの背徳 (The Devil in Miss Jones) 』(1973年)
7. 『Meatball 』(1973年、D. Furred名義)
8. 『爛れた欲情(Memories Within Miss Aggie) 』(1974年)
9. 『Portrait 』(1974年)
10. 『スーパーラブマシーン・ジョアンナ (The Story of Joanna) 』(1975年)
11. 『Bottoms Up 』(1976年、別名『The Magical Ring』)
12. 『Legacy of Satan 』(1976年)
13. 『Let My Puppets Come 』(1976年)
14. 『Joint Venture 』(1977年、別名『Erotic Olympics』『The Sex Team』)
15. 『Odyssey 』(1977年、別名『Odyssey, the Ultimate Trip 』)
16. 『エロ・コレクション／檻の中の淫虐 (Damiano's People) 』(1979年)
17. 『Fantasy 』(1979年、別名『Fantasy Island 』『Fascination 』『That Prickly Feeling 』)
18. 『ディープ・アブノーマル／牝臭 (For Richer, for Poorer) 』(1979年)
19. 『ディープ・カミング(Skin Flicks) 』(1979年、別名『Midnight Blue』)
20. 『Beyond Your Wildest Dreams 』(1981年)
21. 『センセーション／ザ・名器 (Never So Deep) 』(1981年)
22. 『The Satisfiers of Alpha Blue 』(1981年、別名『Alpha Blue』)
23. 『Consenting Adults 』(1982年)
24. 『Flesh & Fantasy 』(1983年)

1. 『Night Hunger 』(1983年)
2. 『Return to Alpha Blue 』(1983年)
3. 『Whose Fantasy Is It Anyway 』(1983年、別名『Gerard Damiano's Private Fantasies 』)
4. 『Inside Everybody 』(1984年、別名『Gerard Damiano's Private Fantasies 2: Inside Everybody7 』)
5. 『Night Magic 』(1984年)
6. 『Throat 12 Years After 』(1984年)
7. 『Flesh and Fantasy 』(1985年)
8. 『ダミアーノ・スペシャル／異常性感帯 (Forbidden Bodies) 』(1986年)
9. 『Cravings 』(1987年)
10. 『Future Sodom 』(1987年)
11. 『Lessons in Lust 』(1987年)
12. 『Maximum Head 』(1987年)
13. 『Slightly Used 』(1987年)
14. 『Ultrasex 』(1987年)
15. 『Candy's Little Sister Sugar 』(1988年)
16. 『Ruthless Women 』(1988年)
17. 『Dirty Movies 』(1989年)
18. 『Perils of Paula 』(1989年)
19. 『Splendor in the Ass 』(1989年、別名『Sex Express 』
20. 『Young Girls in Tight Jeans 』(1989年)
21. 『Buco profondo 』(1991年)
22. 『Just for the Hell of It 』(1991年)
23. 『性界の美獣 (Manbait) 』(1991年、別名『The Last Couple』)
24. 『Manbait 2 』(1991年)
25. 『Eccitazione fatale 』(1992年)
26. 『Le Professoresse di sessuologia applicata 』(1992年)
27. 『Naked Goddess 』(1993年)
28. 『Naked Goddess 2 』(1994年)